# Capriati a Volturno

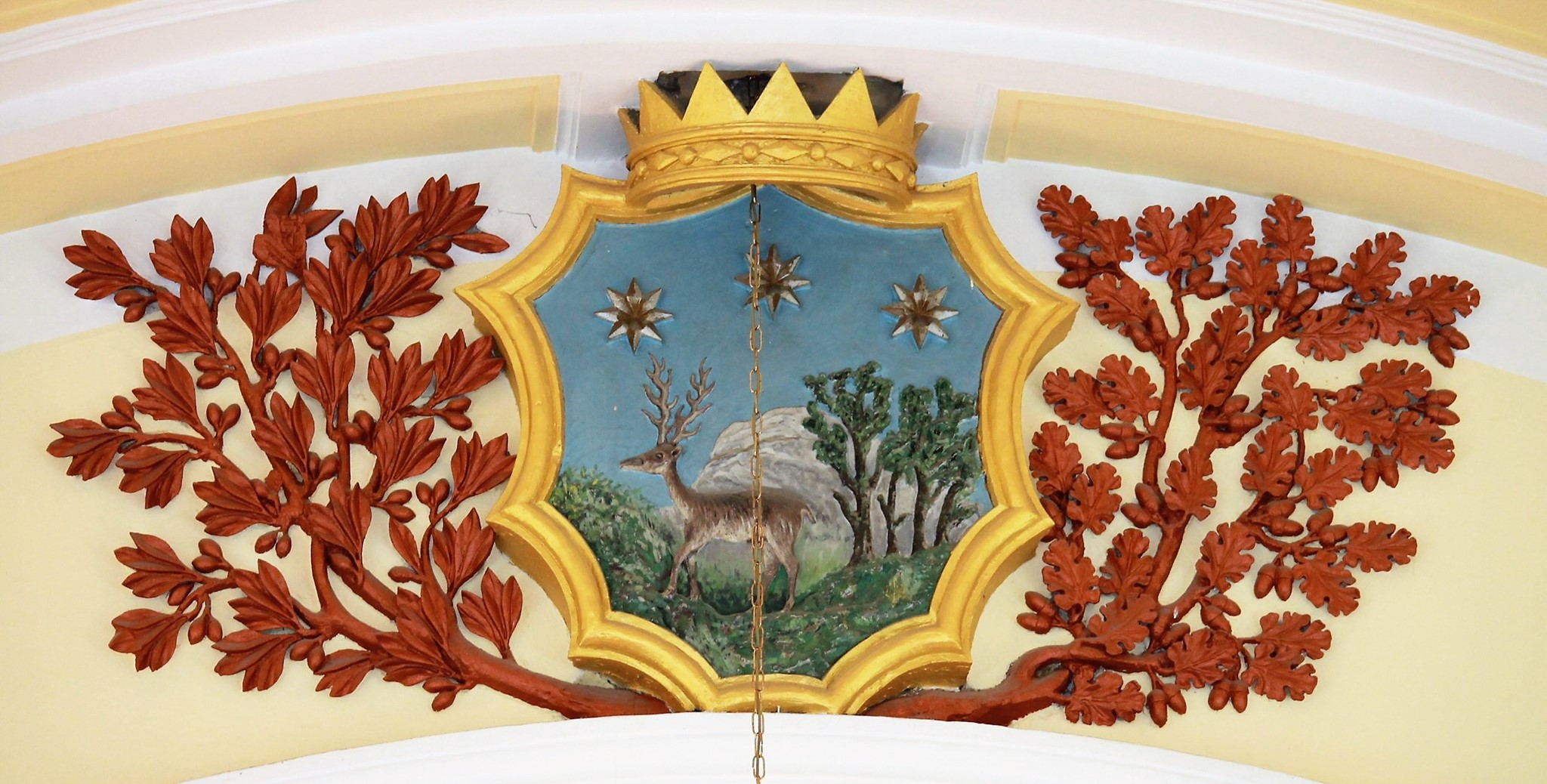
Stemma del comune, sec. XVIII, chiesa di S. Maria delle Grazie

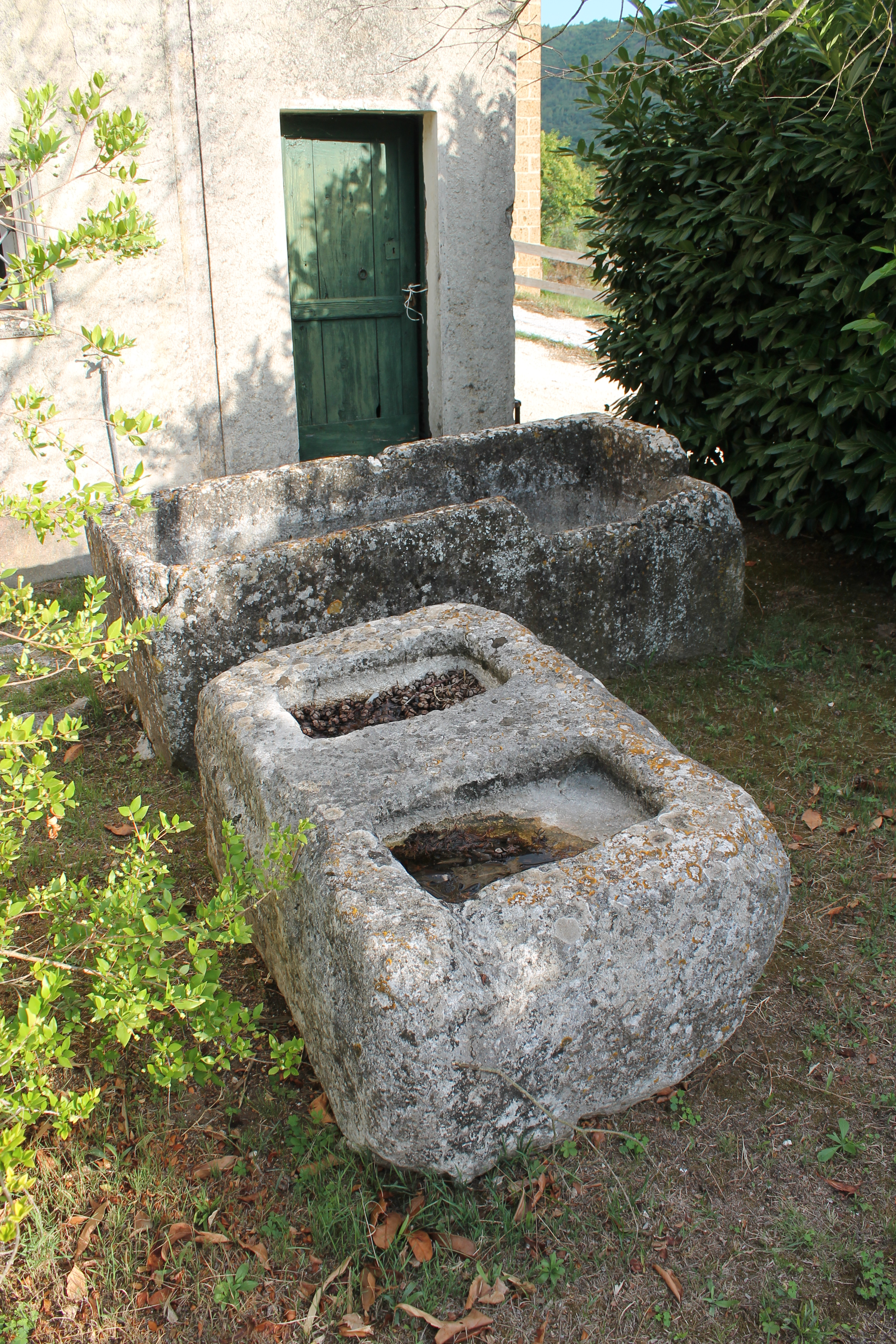
Lapis pedicinus e vasca di raccolta, Capriati a Volturno

Capriati a Volturno è un comune italiano di 1 391 abitanti della provincia di Caserta in Campania, al confine con il Molise. È il comune più settentrionale della provincia e della regione di appartenenza. 

## Storia
Il toponimo è citato per la prima volta in un commemoratorium del Chronicon vulturnense, monastero di S. Vincenzo al Volturno, redatto da frater Sabbatinus sacerdos et monachus tra l’881 e il 901:
Capriata vero erat divisa in duas partes, medietas monasterii Almifici Vincencii, et medietas episcopii Sancti Petri cum duabus ecclesiis Sancti Iohannis et Sancte Marie, inibi iuxta se commorantibus, unam episcopi, aliam vero nostri monasterii. Eu pro dolor! ibi me direxit abbas meis, et mansi ibi per multa tempora, et omni anno dirigebam ad nostrum cenobium centum tritici modia, et quadraginta porcos.
Appare evidente che Capriata non era un abitato bensì un’area divisa tra il vescovato di Isernia ed il monastero volturnense che nell’ordine vi possedevano le chiese di Sancti Iohannis, il futuro feudo di S. Giovanni in Coppitelis, e Sancte Marie, probabilmente da identificare con S. Maria del Piano annessa al cimitero. Sabatino officiava in quest’ultima ed annualmente inviava al monastero diversi quintali di grano e 40 maiali.
L’etimologia del toponimo è incerta. In maniera forse un po’ troppo semplicistica lo si è accostato a “ca’-priate” (case di pietra) oppure a “capis-apta” (adatta alle capre). Restando nel campo delle supposizioni, si potrebbe però considerare il prediale di un proprietario romano di nome Caprius cui si sarebbe aggiunto il suffisso -ata.
Esistono altri simili casi in Italia e, se così fosse, Capriata era un appezzamento di terreno appartenuto quindi a tale Caprius e dal quale avrebbe ereditato il nome. Col tempo si smarrì il ricordo dell’originaria denominazione pur permanendo il toponimo stesso poi erroneamente identificato nell’animale raffigurato, già dal ‘700 nello stemma comunale, come un capriolo o un cervo. In breve, l’iconografia e l’etnico dialettale “capriuolǝ” si sono adeguati al toponimo che unicamente per somiglianza è stato ricondotto all’animale. È quanto accaduto anche a Gallo Matese che originandosi dal longobardo wald, bosco, riporta uno o due galli nel suo stemma ma solo per l’affinità del dialettale “wuagliǝ” per gallo.
L’idronimo Sava, la cui prima menzione si colloca tra l’840 e l’851, è un relitto linguistico di quelle popolazioni indoeuropee che giunsero in Italia nel III millennio a.C. circa. Della loro proto-lingua sono rimaste alcune tracce come appunto il termine “sava” poi corrotto in “saba” o “rava”, col significato di acqua, riva, sponda, alveo ghiaioso.
Una amigdala del III-II millennio (conservata presso il Museo Pigorini di Roma) ed alcuni sporadici ritrovamenti attestano almeno una frequentazione del luogo.
Tra il Sava ed il cimitero sono stati scoperti un «lungo tratto di strada glareata [costruita con pietrame battuto] alcuni muri a secco associati a ceramica arcaica (impasto, c.d. bucchero rosso, coppe a vernice nera con fascia risparmiata sotto l’orlo), databili tra la fine del VI e gli inizi del V secolo a.C. Questo dato e l’assenza di ceramica posteriore inducono ad attribuire le strutture, come forse anche la strada, ad un'unica fase di età tardo-arcaica».
A N-E dell’abitato, Mandra Castellone (IV sec. a.C. circa) è una cinta fortificata poligonale apicale sannitica dalla quale si sviluppano almeno due grossi tratti murari verso valle a contenere un piccolo insediamento.
Una centuriatio romana copre l’intera piana verso il Volturno. L'antica suddivisione agraria ancora oggi persiste nei confini poderali.
Si conoscono sei epigrafi romane rinvenute nel territorio comunale. Sono tutte a carattere funerario tranne una relativa alla realizzazione di un acquedotto. La loro cronologia le colloca tra la fine del I sec. a.C. ed il II/III d.C. circa.
I ruderi di una villa rustica del III-I sec. a.C. si trovano nei pressi della Centrale Enel: opere murarie, una cisterna, diverso materiale fittile in superficie e tessere di mosaico. Si consideri che tutta l’area restituisce occasionalmente frammenti ceramici di varia natura. 
Antistanti la cappella di S. Maria del Piano e presumibilmente provenienti dalla stessa area, sono un lapis pedicinus ed una vasca di raccolta per la spremitura delle olive: in breve, gli elementi di un trapetum romano, cioè un frantoio. Nella stessa, si conservano una porzione di trabeazione ed alcuni tegoloni frammentari.
Purtroppo spariti nel nulla, al centro di Piazza Roma si trovavano un tempo un tronco di colonna con relativa base. Una grossa palla di cannone fu collocata superiormente a scopo ornamentale.
Fino all’ultimo quarto del IX sec. non si conoscono al momento altri dati. In questo vuoto di informazioni è verosimile ipotizzare una conduzione agricola del territorio con alcuni piccoli villaggi dediti alla semplice economia curtense (le curtes). Successivamente all’881-901, in un momento non specificabile Capriata veniva ceduto al monastero di Montecassino che nel 949 cedeva a sua volta tota pertinentia terrarum, ubi dicitur Capriata al conte d’Isernia Landolfo I. Questi lo restituiva non multopost exintegro nel 962. La curtem de Capriata è ancora tra i beni del monastero negli anni 998, 1038 e 1047.
Nel 1059 l’insediamento viene finalmente definito non più curtem bensì castellum quod dicitur Capriata, quindi un organismo territoriale ed amministrativo a tutti gli effetti. Montecassino nel 1065 cedeva il castellum (con l’aggiunta di 300 bisanti) a Riccardo II duca di Gaeta in cambio del castrum Fracte (Ausonia). Nel 1137 figura nuovamente come un beneficio cassinese ma nel Catalogus Baronum (1156-1161) Riccardo, conte di Fondi, tenet … Capriata feudum ij militum.
Si è a conoscenza di una successiva documentazione che però si limita solo agli aspetti fiscali del feudo. Feudo che nel XIII sec. era già fortificato almeno dalla torre che nell’alzato conserva ancora i caratteri dell’architettura militare angioina. Diverse furono le casate che si susseguirono nel possesso feudale: Villacublai, Sangiorgio, Capuano, Sanframondo, fino al 1413 quando Capriata fu acquisita dal conte Francesco Pandone, capostipite della famiglia che ne manterrà il possesso per oltre un secolo e che ancora oggi vive nella memoria del paese. La torre venne migliorata sviluppandola in altezza ed al contempo si realizzò un palazzo comitale in stile catalano. La parte alta dell’abitato si staccò dalla rimanente per trasformarsi in una residenza nobiliare fortificata con depositi, giardino, caserma ed una enorme stalla per cavalli ancora detta Stallone.
È il caso di ricordare che i Pandone possedevano cavalli tra i migliori dell’epoca, raffigurati nelle sale del castello di Venafro con la tecnica dello stiacciato.
Il declino della famiglia iniziò nel 1528 quando Enrico decise di appoggiare il francese Odet de Foix, visconte di Lautrec, nell’assedio di Napoli retta dal viceré di Spagna Ugo Moncada. Al fallimento della tentata usurpazione seguì violenta la vendetta spagnola. Moncada non solo confiscò tutti i beni dei nobili di fazione francese ma per Enrico ed altri anche la condanna a morte per decapitazione eseguita il 1º dicembre a Napoli. Poi, i beni altro non subirono che il semplice avvicendarsi del signore di turno: Lannoi, Carafa, infine Caetani d’Aragona di Laurenzana il cui ultimo esponente, che spesso si recava a Capriati negli anni 20-30 dello scorso secolo, decise di vendere a privati le sue proprietà.
Tra il XVI ed il XVII sec. l’abitato cominciò ad espandersi seguendo due direttrici: a S-E con la nascita del Casale, a N-O col primo impianto della chiesa madre che generò la crescita edilizia della zona circostante. In sostanza, erano dei percorsi che separatamente conducevano alla principale strada a fondovalle.
Il Regio Decreto n. 903 del 9 ottobre 1862 autorizzava il «Comune di Capriati … ad assumere la denominazione di Capriati a Volturno, in conformità della deliberazione di quel Consiglio comunale dei 24 agosto 1862». Più che l’aggiunta di “a Volturno” è importante l’ufficializzazione della forma “Capriati” in precedenza usata indifferentemente con “Capriata”, “Crapiata” ed anche “Trapiata” come appare il toponimo nel 1543 nella sua prima versione stampata, quando erroneamente si riteneva che la città di Compulteria fosse verso q[ue]lla parte dove sono hoggi, Trapiata, Prato, e Mastrato.
Estratto da...
C. Viti, Capriati a Volturno, in Prata Sannita, Fontegreca, Capriati a Volturno. Un itinerario turistico culturale nel Parco Regionale del Matese, a cura del Gruppo Archeologico Prata Sannita, Piedimonte Matese, 2021, pp. 69-74, su Academia.edu.
Per approfondimenti:
C. Viti, Capriati a Volturno: le origini del toponimo, su Academia.edu.

C. Viti, Un lapis pedicinus a Capriati a Volturno, su Academia.edu.

## Monumenti e luoghi d'interesse
- Chiesa di Santa Maria delle Grazie: Ad unica navata, presenta un aspetto settecentesco frutto dei lavori di restauri effettuati a spese di re Carlo III di Borbone.
- Chiesa di Santa Maria del Piano: Possiede pregevoli affreschi quattrocenteschi. Venne usata come accampamento dalle truppe polacche durante la seconda guerra mondiale[3].
- Santuario di San Rocco: presenta al suo interno un pregevole organo seicentesco.
- Castello: Facilmente individuabile grazie all'alta e possente torre circolare.
- Museo iconografico di San Rocco

## Infrastrutture e trasporti
Fino al 2005, il comune era servito dalla stazione di Capriati a Volturno, posta sulla linea Vairano-Isernia.

## Società

### Evoluzione demografica
Abitanti censiti

### Religione

#### Il Cristo della domenica

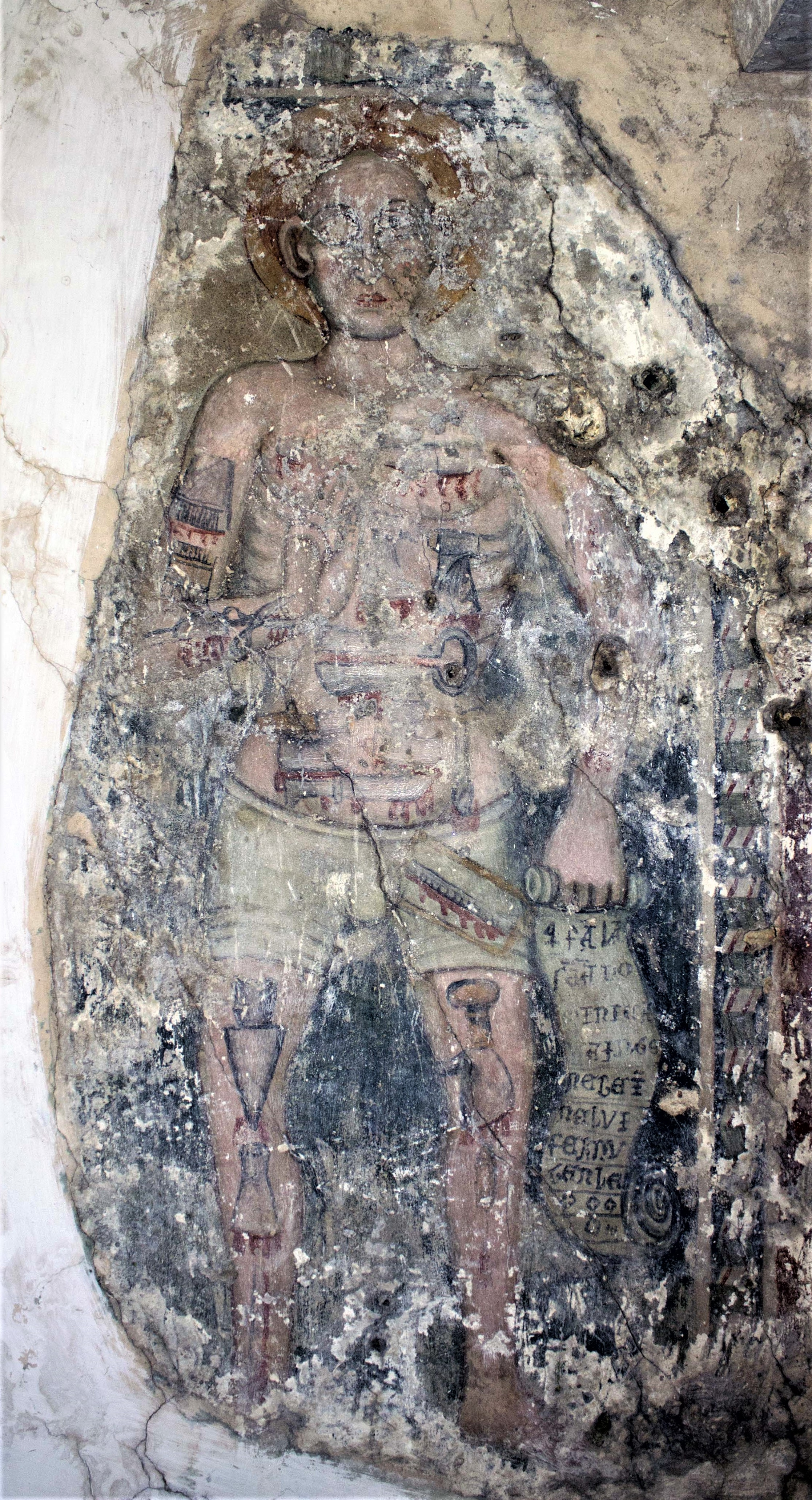
Il Cristo della domenica. Capriati a Volturno

È una rara iconografia individuata presso la chiesa di S. Maria del Piano e localmente detta il "Martire". L'affresco è unico in Campania e si aggiunge a quello già noto di Andria presso la cripta della S. Croce.
Per Cristo della Domenica si intende un soggetto iconografico sviluppatosi tra il XIV ed il XVI sec. «sfigurato e dolente per i peccati che si commettono con il lavoro nei giorni festivi, anche da parte dei buoni fedeli della campagna».
Il personaggio dipinto ha le misure massime di circa m 0,50x1,30. Si presenta in posizione eretta frontale e con uno stile sostanzialmente differente dalla Madonna con Bambino che visivamente appare di miglior qualità. Sono pertanto possibili una differente datazione oppure la mano di almeno due anonimi artisti.
Lo stato conservativo appare purtroppo compromesso da infiltrazioni che nel tempo hanno causato rigonfiamenti, modifiche cromatiche nei pigmenti ed il distacco di alcune localizzate porzioni come i piedi, parzialmente andati perduti, e la spalla sinistra.
Il “martire” benedice alla latina con la destra mentre nell’altra regge una pergamena con cartiglio. Succintamente vestito, ad eccezione del volto e della parte superiore del petto, il corpo è martoriato da diversi attrezzi che gli procurano ferite sanguinanti. Il volto ha dei lineamenti molto marcati e non proporzionati.
Approfondimenti: 

C. Viti, Il Martire di Capriati, un Cristo della domenica, in Associazione Storica del Medio Volturno, Annuario 2021, n. 10, Piedimonte Matese, 2022, pp. 221-240, su Academia.edu.
- - - - - - - 
In località Sterpaia sono state rinvenute alcune sepolture e i resti di una cinta muraria databili all'età sannita. In quella stessa zona è stata scoperta anche una lapide romana che parla del culto locale in onore di Saturno, dio dell'agricoltura.
Nell'alto medioevo fu possedimento del monastero di San Vincenzo al Volturno, della chiesa di San Pietro di Isernia e dell'abbazia di Montecassino. Passò quindi alla famiglia Villacublai-Sangiorgio, ai Capuano e ai Sanframondo. Nel 1407 re Ladislao I di Napoli vi sostò con l'esercito imponendo il controllo regio su tutti i castelli di Filippo Sanframondo che vi era rimasto asserragliato.
Nel 1816 il comune fu assegnato al distretto di Piedimonte Matese, capoluogo di mandamento.
Dal 1927 al 1945, a seguito della temporanea soppressione della provincia di Caserta, ha fatto parte della provincia di Campobasso.

#### La Congrega di S. Rocco

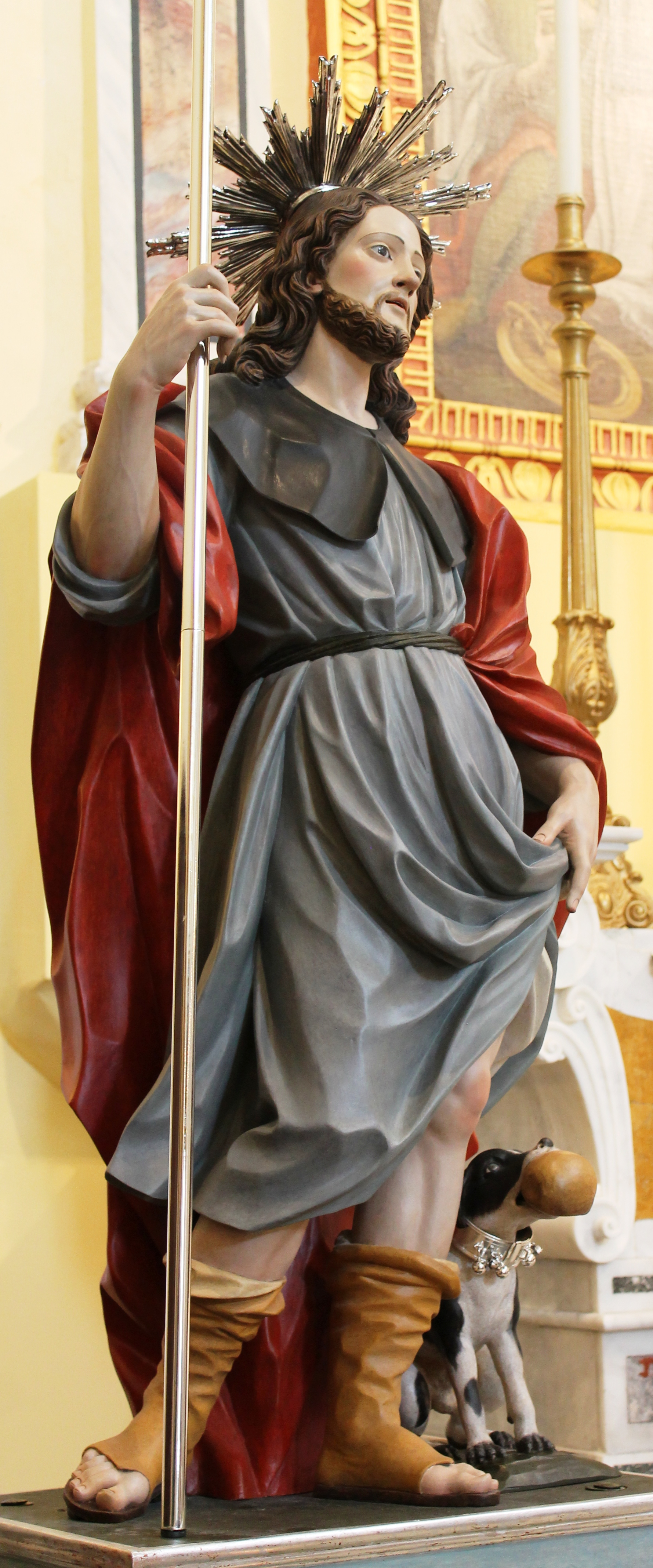
S. Rocco, 1716, Francesco Antonio Picano, Capriati a Volturno

Il 28 luglio 1760 veniva inviata a re Carlo III di Borbone una supplica affinché approvasse
l’istituzione di una congrega a Capriati a Volturno posta sotto la protezione di S. Rocco, da cui prese
il nome, ma anche di S. Vincenzo de Paoli e della Madonna dei Sette Dolori.
La supplica veniva presentata da 23 concittadini compreso il futuro Priore Tomaso Golino.
Tre di questi si avvalsero del crocesegno poiché analfabeti.
Secondo la prassi, concesso il Real Assenso e beneplacito, il re trasmetteva il privilegio, cioè
un provvedimento amministrativo, alla Real Camera di S. Chiara in Napoli per i successivi adempimenti.
Non sappiamo al momento quando ciò avvenne ma il successivo 8 agosto lo statuto venne
accettato e validato dalla Real Camera, con più precisione, da Nicolò de Rosa Vescovo di Pozzuoli,
Onofrio Scassa Regio Consigliere e da Franc[esc]o Albarelli Cancelliere.
L’aspetto giuridico e formale dello statuto è molto simile a quello di altre confraternite sorte
nello stesso periodo. A stabilirne il principio di massima fu il Concordato del 1741 con il quale Carlo
III ridimenzionò il potere della Chiesa nel Regno assicurandosi ricche entrate provenienti dalla
gestione di tali organismi locali. In precedenza il tutto era appannaggio dei vescovi ma, dopo il
Concordato, ci si dovette adeguare alla mutata situazione economica modificando e realizzando ex
novo gli statuti delle confraternite. Ora è l’ufficio del Cappellano Maggiore a decidere in merito ma
sempre con l’approvazione del re.
Conservato presso l’Archivio di Stato di Napoli, il documento ...

(continua la lettura riferendoti alla sottostante bibliografia)
C. Viti, La Congrega di S. Rocco di Capriati a Volturno, su Academia.edu

## Sport

### Calcio
L'ex squadra di calcio di Capriati, la A.S.D. G.S. Capriatese, nella stagione 2009-2010 arrivò in finale di Coppa Eccellenza Molise, e sempre in quel periodo vinse l'omonima coppa. Più tardi arrivò della vera e propria finale di Coppa Italia Dilettanti, perdendo in finale contro il Tuttocuoio. La società è scomparsa nel 2011 quando ha ceduto il titolo sportivo al Nuvla San Felice.
Nel 2016 l'Aurora Pizzone cambiò denominazione in Aurora Capriatese e si insediò nel paese. Al termine della stagione 2019-20 il club venne promosso in Eccellenza e diventò Aurora Alto Casertano. Concluse il campionato 2020-21 in prima posizione ottenendo la promozione in Serie D.